# По ту сторону сна
«По ту сто́рону сна» — совместный альбом русской рок-группы Мастер и проекта Margenta поэтессы Маргариты Пушкиной. Идея альбома — песни, написанные «Мастером» на готовые тексты Маргариты Пушкиной. В альбоме всячески обыгрывается сочетание названия группы и имени поэтессы, и имеются многочисленные отсылки к роману Михаила Булгакова «Мастер и Маргарита», а также другим фантастическим произведениям.
Стиль музыки на альбоме тяготеет к традиционному для «Мастера» трэш-метал, но на многих композициях выходит за него. На альбоме использовались различные нетрадиционные для рок-музыки инструменты, а также дуэты с приглашенными известными вокалистами.
Альбом выпущен 10 июля 2006 года фирмой CD-Maximum.

## Список композиций
Все тексты написаны Маргаритой Пушкиной.
| №   | Название                                       | Музыка            | Вокал                            | Длительность |
| --- | ---------------------------------------------- | ----------------- | -------------------------------- | ------------ |
| 1.  | «Танец»                                        | Алик Грановский   | Алексей Кравченко, Алёна Ярушина | 5:05         |
| 2.  | «Гений рока»                                   | Грановский        | Кравченко                        | 3:32         |
| 3.  | «Музыка сфер»                                  | Грановский        | Михаил Серышев                   | 4:32         |
| 4.  | «За гранью»                                    | Алексей Страйк    | Максим Самосват                  | 4:43         |
| 5.  | «Песня Аннушки»                                |                   | Ольга Дзусова                    | 0:43         |
| 6.  | «Смерть Берлиоза»                              | Дзусова           | Дзусова                          | 0:29         |
| 7.  | «Конферанс»                                    |                   |                                  | 0:17         |
| 8.  | «Мечтай»                                       | Кравченко         | Кравченко                        | 4:42         |
| 9.  | «Война» (Live in studio)                       | «Мастер»          | Кравченко                        | 1:01         |
| 10. | «По ту сторону сна (часть 1)»                  | Геннадий Матвеев  | Страйк, Ярушина (вокализ)        | 3:37         |
| 11. | «Лес Брокилон»                                 | Матвеев           | инструментальная                 | 2:37         |
| 12. | «Крысы»                                        | Грановский        | Оксана Кочубей                   | 4:59         |
| 13. | «Сын камня»                                    | Грановский        | Кравченко                        | 3:51         |
| 14. | «Время варваров»                               | Страйк            | Кравченко, Пушкина (речитатив)   | 3:28         |
| 15. | «Live in studio»                               | «Мастер»          | инструментальная                 | 1:53         |
| 16. | «Omut»                                         |                   | Дзусова (вокализ)                | 0:37         |
| 17. | «Мраморный Ангел»                              | Сергей Скрипников | Серышев                          | 4:04         |
| 18. | «По ту сторону сна (часть 2)» (Live in studio) | Страйк, Дзусова   | Дзусова                          | 3:29         |
| 19. | «Бардак» (Бонус-трек)                          |                   |                                  | 1:24         |
| 20. | «Видеохроники» (Бонус)                         |                   |                                  | 6:20         |

## Содержание
Альбом не имеет чёткой концепции, кроме концепции подчинения музыки тексту. Это второй альбом в проекте «Margenta», причем первый альбом «Отлетались» был шуточным, и единственный, выполненный конкретной группой, а не сборным коллективом звёзд.
Многие песни содержат отсылки к известным фантастическим произведениям:
- «Песня Аннушки» и «Смерть Берлиоза» основаны на романе Михаила Булгакова «Мастер и Маргарита».
- «Лес Брокилон» и «Крысы» основаны на серии романов «Ведьмак» Анджея Сапковского.
- Дилогия «По Ту сторону Сна» основана на одноимённой повести Говарда Лавкрафта.
- «Время Варваров» основано на истории падения Римской империи. Текст этой песни был черновым вариантом текста на музыку песни «Страж империи» группы Ария, вышедшей на альбоме «Армагеддон» в том же году.

Кроме того, в альбоме есть короткие интерлюдии, шуточные треки с текстом, например, объявляющие следующую песню.

## Состав

### Мастер
- Алексей (Lexx) Кравченко — вокал, клавишные (8).
- Алексей Страйк — гитара, акустическая гитара, вокал, бэк-вокал.
- Алик Грановский — бас-гитара, акустическая гитара.
- Александр Карпухин — ударные, перкуссия.

### Гости
- Маргарита Пушкина — стихи и идея, речитатив.
- Михаил Серышев, Максим Самосват, Алёна Ярушина, Ольга Дзусова и Оксана Кочубей — вокал.
- Валерий Ярушин и Армен Чибичьян — хор (10).
- Геннадий Матвеев — клавишные.
- Сергей Скрипников — клавишные (17).